# O Mundo
O Mundo was een restaurant in de Nederlandse plaats Wageningen. Het restaurant was gevestigd in Hotel De Wereld, waar in 1945 de capitulatie van de Duitsers in Nederland heeft plaatsgevonden.
In 2010 kreeg O Mundo een Michelinster. In 2018 raakte het restaurant de ster echter weer kwijt.
In 2017 ging de eigenaar failliet, waarna het restaurant in november van dat jaar werd overgenomen.
Sinds september 2017 was Jonathan Veldhuizen de chef-kok. Voor die datum was hij er sous-chef. Zijn voorganger Dennis Richter Uitdenbogaardt was degene die de Michelinster verdiende.
In november 2019 werd het restaurant gesloten wegens tegenvallende resultaten.